# 井上嗣也
井上嗣也（いのうえ つぐや、1947年3月19日 - ）は、日本のアートディレクター。

## 人物
広告と出版の分野を股にかけるアートディレクター。サントリー、パルコ、朝日新聞社、コム・デ・ギャルソン、YMOなど、時代の先鋭を担う多くの広告作品やCMのアートディレクション、音楽CDのジャケットデザインを手がける。また、篠山紀信による宮沢りえ写真集『Santa Fe』のアートディレクションをはじめとする書籍デザイン作品も多い。1978年に自身の事務所ビーンズを設立。東京アートディレクターズクラブ (東京ADC)・東京タイプディレクターズクラブ (東京TDC)・日本グラフィックデザイナー協会 (JAGDA) 会員。宮崎県生まれ。

## 概要

### 主な作品
- 『ザ・スタディ・オブ・コム デ ギャルソン』（リトルモア）
- 『water fruit』（朝日出版社）
- 『UNO!』（朝日新聞社）
- 『週刊朝日』表紙（朝日新聞社）

### 受賞歴
東京ADC 最高賞、東京TDC 会員金賞、第三回国際ポスターグランプリ 入賞、印刷産業連合会 会長賞、全国カタログポスター展 通産大臣賞、朝日広告賞、毎日広告賞、フジサンケイグループ広告大賞、広告電通賞、など。
- 東京ADC (東京アートディレクターズクラブ) 最高賞（1981）
- ニーム国際ビエンナーレグランプリ（1987）
- 東京ADC 会員賞（1984、2010、2017）
- 東京ADC グランプリ（2008、2019）
- 東京TDC (東京タイプディレクターズクラブ) 金賞（1993）
- 東京TDC 会員賞（2002、2005）
- 東京TDC賞（2007）
- 東京TDC ブックデザイン賞（2009）
- 日本宣伝賞山名賞（2010）
- 交通広告グランプリ（2010）
- 東京TDC 特別賞（2018、2020）
- 原弘賞（2019）